# 23-й батальон территориальной обороны Запорожской области
23-й отдельный мотопехотный батальон «Хортица» (укр. 23-й окремий мотопіхотний батальйон «Хортиця», в/ч А2988) — отдельный батальон, созданный в 2014 году в Запорожской области как 23-й батальон территориальной обороны «Хортица» и в 2015 году - включённый в состав 56-й отдельной механизированной бригады Сухопутных войск Украины.

## Предшествующие события
19 марта 2014 года Совет национальной безопасности и обороны Украины принял решение о создании оперативных штабов при областных государственных администрациях пограничных областей Украины. 30 марта 2014 года и. о. президента Украины А. В. Турчинов поручил руководителям областных администраций начать создание батальонов территориальной обороны в каждой области Украины.
30 апреля 2014 года было принято официальное решение возложить функции создания батальонов территориальной обороны в каждой области Украины на областные военные комиссариаты.

## Формирование батальона
Формирование батальона началось 22 апреля 2014 года и было завершено 30 апреля 2014 года.
Личный состав батальона прошёл двухнедельную военную подготовку на полигоне «Близнецы».
В составе батальона — управление батальона, три роты и отдельные подразделения.
По состоянию на начало мая 2014 года, основную часть личного состава батальона составляли лица, уже отслужившие срочную службу, хотя имелись и те, кто не имел опыта военной службы.
Обеспечение потребностей батальона проходило при содействии со стороны областной администрации Запорожской области. Кроме того, батальон получал материальную помощь из внебюджетных источников:
- так, в ноябре 2014 года батальону передали шесть печей-"буржуек"[12]
- в феврале 2015 года благотворительный фонд «Энергодар» выполнил ремонт двух единиц техники (внедорожника "Нива" и грузовика ГАЗ-3307)[13]
- в мае 2015 года запорожское высшее профессиональное училище № 27 изготовило и подарило батальону маскировочную сеть[14]

## Деятельность

#### Война на востоке Украины
После завершения подготовки, батальон был направлен для несения службы на блокпостах у границ Запорожской области и базировался под Любимовкой и Розовкой.
С 31 мая 2014 года батальон был передан в подчинение командованию АТО и направлен в Донецкую область, с 1 июня действовал на территории Мариупольского района Донецкой области.
31 августа 2014 года под Мариуполем в результате миномётного обстрела группы из 15 солдат батальона, выгружавших из грузовика мины, погиб 28-летний командир отделения Евгений Иванов.
5 сентября 2014 года батальон (при огневой поддержке 8-й батареи 3-го дивизиона 55-й артиллерийской бригады) участвовал в наступлении на Новоазовск), в этот день в районе села Широкино Новоазовского района Донецкой области в результате миномётного обстрела погибли 3 и были ранены 10 военнослужащих батальона, ещё несколько военнослужащих были оглушены и контужены близкими разрывами; прямым попаданием был уничтожен «КамАЗ» с боеприпасами. Кроме того, в этот же день на дороге между посёлком Заиченко и селом Коминтерново было обстреляно ещё одно подразделение батальона (под командованием командира роты охраны Д. Герасименко), которое было вынуждено отступить — сначала в Коминтерново, а затем и из Коминтерново.
Вслед за этим, был обстрелян блокпост № 11 в районе Павловки — по палатке с личным составом была выпущена ракета ПТУР, тяжёлые ранения получил один солдат батальона.
По состоянию на 10 сентября 2014, батальон находился в «зоне G» в районе Мариуполя.
20 сентября 2014 года в районе Мариуполя близким взрывом артиллерийского снаряда был убит ещё один военнослужащий батальона.
После того, как 8 сентября 2014 года в Запорожье матери и родственники солдат батальона провели митинг с требованием провести ротацию личного состава, а затем перекрыли шоссе E105 «Москва — Симферополь», заместитель областного военкома М. А. Логвинов сообщил, что 12 раненых военнослужащих батальона уже отправлены на лечение в Днепропетровск, а 22 сентября батальон будет выведен из зоны боевых действий.
28 сентября 2014 батальон был выведен из зоны боевых действий в Запорожскую область. Как сообщил командир батальона, принято решение, что через три с половиной недели батальон вернётся в зону проведения АТО.
В октябре 2014 с личным составом батальона начали работать психологи, целью работы названы «помощь в социальной реабилитации, преодоление последствий психологических травм и обеспечение стойкой готовности военнослужащих к решительным действиям и защите Отечества»
8 декабря 2014 в районе Мариуполя погиб ещё один военнослужащий батальона.
8 февраля 2015 в секторе "М" в результате миномётного обстрела погиб заместитель командира роты по технической части 23-го отдельного мотопехотного батальона - ст. лейтенант Виктор Левковский, ещё 4 военнослужащих батальона получили ранения.
6 марта 2015 на полигоне «Близнецы» погиб старший оператор противотанкового взвода огневой поддержки 23-го отдельного мотопехотного батальона, младший сержант Р. С. Яус.
После начала 18 марта 2015 года демобилизации, 20-25 марта 2015 года были демобилизованы 47 военнослужащих батальона, призванных в ходе первой волны мобилизации весной 2014 года (однако по данным военного комиссара Мелитопольско-Веселовского военного объединённого райвоенкомата Александра Лушникова, часть демобилизованных призывников продолжит службу в качестве контрактников).
В дальнейшем, батальон был включён в состав 56-й отдельной механизированной бригады. В июле 2015 года батальон был размещён в новом пункте постоянной дислокации (на территории бывших складов в селе Обильное Мелитопольского района Запорожской области) и начал обустройство базы.
В соответствии с указом президента Украины П. А. Порошенко № 44 от 11 февраля 2016 года оказание шефской помощи батальону было поручено Полтавской областной государственной администрации. К концу апреля 2016 года в расположении батальона был оборудован банно-прачечный комплекс и смонтированы модули для проживания личного состава. 27 апреля 2016 было объявлено, что расходы на ремонт 15 автомашин и благоустройство базы батальона составили 1,5 млн гривен.
6 июня 2016 в посёлке Павлополь в результате взрыва "растяжки" погиб один солдат инженерно-сапёрного взвода 23-го батальона, ещё один военнослужащий батальона был ранен.
18 сентября 2016 года было объявлено о намерении сделать новым местом постоянной дислокации батальона Мариуполь (поскольку с сентября 2015 года подразделения батальона несли охранную службу в районе Мариуполя с базированием в посёлке Талаковка). 30 сентября 2016 началась передислокация батальона из прежнего пункта постоянной дислокации в селе Обильное Мелитопольского района Запорожской области к новому месту дислокации в районе Мариуполя.

#### Вторжение России на Украину (2022)

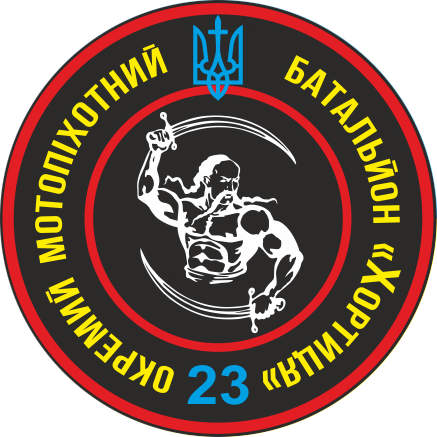
нарукавный знак 23-го ОМПБ (2022 год)

С февраля по май 2022 года подразделение принимало участие в бою за Мариуполь.

## Техника, вооружение и снаряжение
Личный состав батальона вооружён стрелковым оружием — автоматами АКС-74, АКС-74У и ручными пулемётами РПК-74.
В распоряжении батальона имеется автотранспорт: обшитый металлическими листами микроавтобус «Газель» и грузовики (в основном, "Уралы" и КрАЗы).
9 декабря 2014 батальону передали ещё один бронированный микроавтобус — «Хомячок» (инкассаторский «Mercedes-Benz Vario» с дополнительным бронированием).
В середине декабря 2014 года военнослужащие батальона начали переоборудование двух грузовиков ЗИЛ-131 для установки на них зенитных установок ЗУ-23-2. Первый грузовик с зенитной установкой был передан батальону в конце декабря 2014 года, второй - 30 января 2015 года.
17 апреля 2015 батальону передали автофургон ЗИЛ-130.
15 мая 2016 батальону передали отремонтированный грузовик КрАЗ-250, 29 сентября 2016 - ещё один КрАЗ-250.
После двух лет эксплуатации в батальоне броневик «Хомячок» был списан по техническому состоянию и отправлен на утилизацию.